# ميتشيل بيكيه
ميتشيل بيكيه (بالهولندية: Mitchell Piqué)‏ هو لاعب كرة قدم هولندي في مركز الدفاع، ولد في 20 نوفمبر 1979 في أمستردام في هولندا. لعب مع أدو دين هاغ وأياكس أمستردام وتفينتي أنشخيدة وتوب أوس وفيلم 2 تيلبورغ ونادي إكسلسيور ونادي كامبور ونادي هارلم.

## وصلات خارجية
- ميتشيل بيكيه على موقع قاعدة بيانات كرة القدم.إي يو (الإنجليزية)
- ميتشيل بيكيه على موقع عالم كرة القدم.نت (الإنجليزية)